# 天津市实验中学
天津市实验中学，同时挂名天津师范大学附属中学，位于天津市河西区平山道1号，是天津市历史悠久的重点中学之一。
天津市实验中学创建于1923年，前身是由法国天主教耶稣会创办的私立天津工商学院的附属中学。1954年，迁入现址。1981年改名为天津市实验中学，是天津市教育委员会直属重点中学。

## 校名沿革
天津市实验中学自创办以来，校名历经多次变更。1923年，法国耶稣会创办工商大学，设立附属予科，1931年改为工商大学附属高级中学，1933年随校更名为工商学院附属中学。1948年，学校更名为津沽大学附属中学。1949年天津解放后，脱离教会，仍为私立学校。
1952年由政府接管，改为天津师范学院附属男子中学。1956年，天津师范学院更名为河北大学，附中更名为天津市第六十中学，并开始招收女生。1960年，与天津市第十一中学合并，恢复为天津师范学院附属中学。1970年，改名为天津市平山道中学。1981年，更名为天津市实验中学。2003年，第二师范学院并入，同年获名“天津师范大学附属中学”，现两名称并用。

## 历史沿革

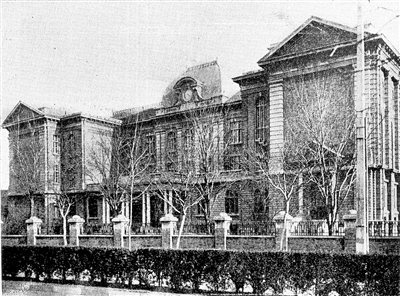
天津市实验中学的前身为天津工商学院的预科

1923年，法国天主耶酥会创办天津工商学院，设有附属予科，为今天天津市实验中学的前身。院长是于博泽。该年9月开始招生，教师9人，学生60人。
1931年奉教育部令，改預科为附属高级中学，为中学部奠基。同年初中部校舍工。1931年初中部诞生，主任为雍居敬。1933年奉教育部令，易大学为学院，并正式立案于教育部，院长华南圭。学院附属的高、初中部亦先后立案于1933年和1936年。1948年工商学院易名津沽大学，工商附中逐更为津沽大学附中。
1949年1月天津解放，学校成立校务委员会，主任齐振国，与天主教会及大学脱离关系，但仍为私立学校。1952年12月天津市人民政府接管全市私立中小学。津沽大学解散、拆分。在原津沽大学师范学院的基础上成立了天津师范学院，津沽大学附属中学改建为天律师范学院附属男子中学，潘强任党支部书记。
1956年5月，天律师范学院易名河北大学，附中改为天津市第60中学，直属市教育局领导。并开始招收女生，结束男校历史。1960年8月与原天津市第11中学合并，重新作为天津师范学院附属中学。1970年2月，易名为天津市平山道中学，管理机关亦改名为天津市平山道中学革命委员会。
1981年10月，改平山道中学为现名天津市实验中学。
2003年，第二师范学院并入天津实验中学，同年，又被命名为天津师范大学附属中学。2013年10月28日，实验中学与滨海建投集团公共产业公司合作在黄港生态休闲区建设的天津实验中学滨海学校。
2023年3月，天津市实验中学作为牵头校成立天津市实验中学教育集团，天津市实验中学滨海学校、天津市实验中学滨海育华学校、天津市梧桐中学、天津市实验中学津南学校为成员校。

## 校训
实事求是，敬业爱生

## 校色
绿色，白色

## 校花
玉簪

## 艺术素质教育

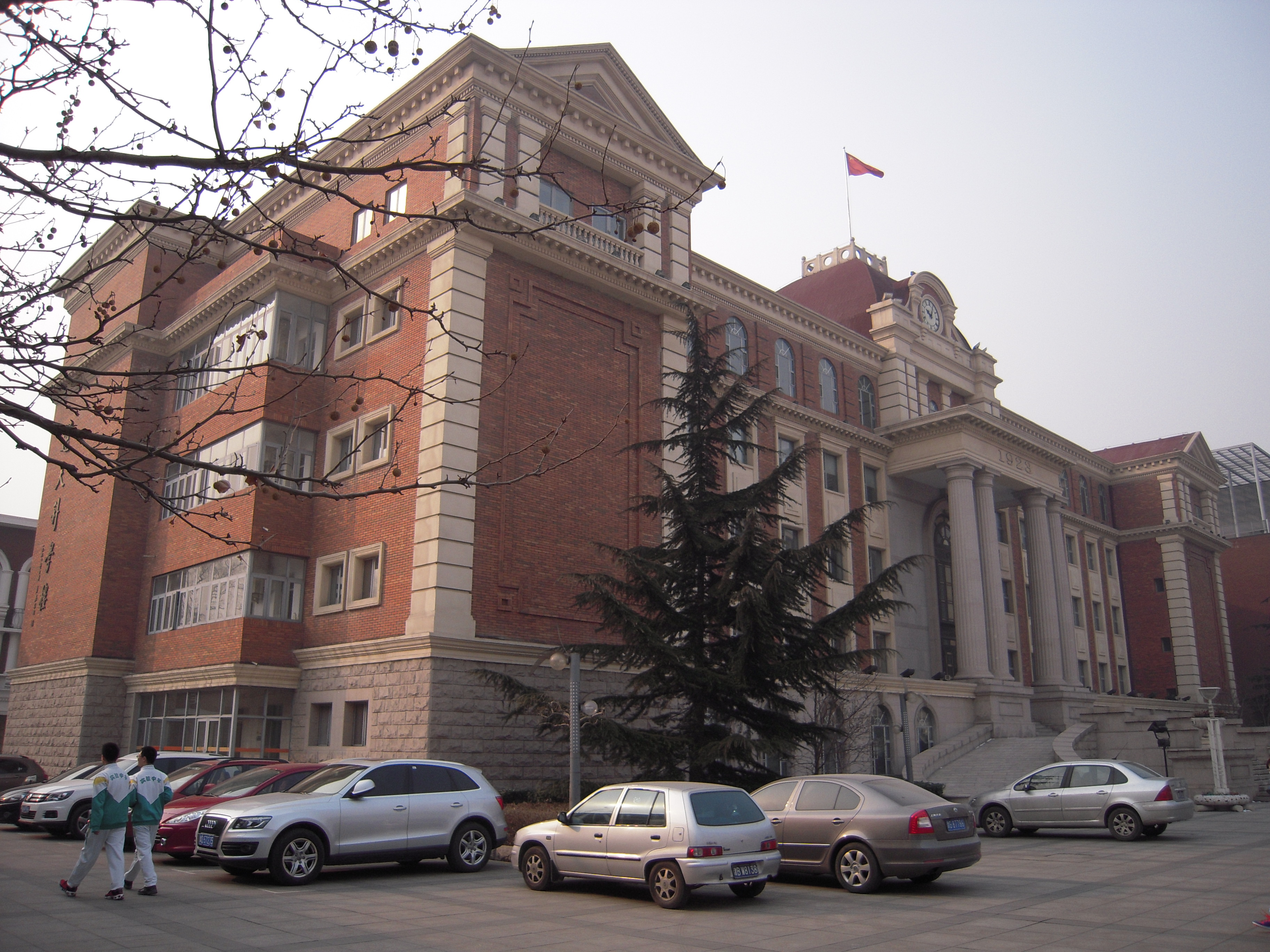
实验中学逸夫科学楼侧景

天津市实验中学1997年成立了热风交响乐团，是天津市中学中的第一家学生交响乐团。该乐团也获得了当年天津市中小学生文艺展演的一等奖第一名。此后该乐团多次获得天津市中小学文艺界的殊荣，成为了一支著名的中学生文艺团体。1999年该团曾应邀赴德国埃尔旺根市，与当地音乐学校进行交流演出。

## 国际交流
1994年实验中学在全市率先创办第一家国际部。十几年来已同美、英、德、法、加拿大、意大利、瑞典、澳大利亚、新西兰、俄罗斯、韩国、日本、泰国、印度、台湾、香港等29个国家或地区的学校建立友好学校关系，定期师生互访。每年暑假时都会有大约三十名津沽实验的初三优秀毕业生前往瑞典乌普萨拉市的博兰中学和德国巴登-符滕堡州埃尔旺根市某校进行交流、访问。每年接待近30个访问组，展开宽领域的学术教育交流。实验中学热风艺术团等学生活动组前往多个国家交流、演出。

## 师资
实验中学共有教师235名，研究生以上学历54人，大学学历172人，大专学历9人。特级教师9人，高级教师77人，中级教师72人，处级教师78人。并有市学科带头人12人，区级学科带头人19人。

## 著名校友
- 袁家骝   著名高能物理学家[來源請求]
- 石学敏   中国工程院院士
- 郭应禄 中国工程院院士
- 王振鹄   中华民国国立中央图书馆馆长
- 周汝昌   著名红学专家[來源請求]
- 沈湘     著名声乐教育家
- 程正     著名车身设计专家
- 李夫     中国著名新闻记者
- 赵启正 国务院新闻办公室主任[來源請求]
- 秦中一 国务院重大装备办公室副主任、能源部总工、中国长江三峡工程开发总公司副总经理
- 谷东平   著名歌唱家、指挥家、声乐教育家
- 杨博尊   2008年残奥会游泳冠军

## 校际关系
- 南开中学
- 耀华中学
- 天津市第一中学
- 天津市新华中学
- 高雄市立瑞祥高级中学
- 台北市立大同高中

## 系列院校
- 天津津沽实验中学
- 天津实验华冠学校
- 天津市科普培训学校